# 历史学词汇表
本文旨在提供一份尽可能完整的有关历史学及相关领域的术语列表，按条目对应的英文词组排序。

## A
- 自建城以来——李维著作
- 绝对君主制——君主擁有絕對權力的政體形式
- 摘要——研究文件摘要
- 纪元——纪年的起始点
- 地质年代——地球歷史的時代劃分
- 地理大发现——15世紀早期至17世紀歐洲勢力全球擴張時期
- 启蒙时代——指17世紀及18世紀歐洲地區發生的一場哲學及文化運動，該運動相信理性發展知識可以解決人類實存的基本問題。德意志哲學家康德提出 “Dare to be wise.”的座右銘，被認為是這個時代"總結者"。
- 时代错置——时代不一致
- 编年史——史書體例
- 人类学——社会学或动物学学科
- 古物
- 古代——從最早的歷史記錄到古典時期結束的人類歷史
- 考古学——通過物質文化研究過去
- 建筑史
- 档案学
- 档案——机构负责的编制、存储、保存、描述、记录、使用和提供历史记录访问权文件
- 艺术史——研究美术及其图像和形状、使用材料的历史发展的科学
- 观众——一群參觀展覽或藝術品的人
- 自传
- 历史的辅助科学

## B
- 波罗的海地区
- 野蛮人
- 公元前——一个纪年标准
- 白令陆桥——連接西伯利亞和阿拉斯加半島的史前陸地
- 偏见——心理学和社会学概念
- 书目学——研究文献目录工作形成和发展一般规律的科学
- 大历史——对宇宙大爆炸至今的宏观历史的研究
- 传记
- 闪电战——軍事學說
- 布尔什维克——俄国社会民主工党的一个派系
- 书评
- 资产阶级——泛指低於貴族、高於農奴和無產階級的廣大人群。
- 青铜时代——人類歷史階段

## C
- 凯撒 (头衔)——頭銜
- 年代记——史書體例
- 世纪——100年
- 编年史——史書體例
- 古典古代——古希臘古羅馬的時期
- 引用——口語表達的節錄
- 古典传统
- 经典——圣典
- 代码——表示資訊的方法
- 冷战——1947年至1991年之間全球性的意識形態對抗
- 殖民主义——國家通過戰爭或和平方式取得海外土地的政策
- 公元——一个纪年标准
- 比较史学
- 当代史——晚近的歷史
- 十字军东征——中世紀一系列由天主教會支持的遠征和戰爭
- 西部内陆海道
- 文化史
- 文化——各種社會中的特定行為和規範

## D
- 欧洲黑暗时代
- 人口史
- 数字史学
- 王朝——帝王世代相传的整个统治时代

## E
- 近世——接近当今的一个历史时代
- 牧歌——文藝復興時期和巴洛克早期的世俗聲樂創作
- 经济决定论
- 经济史——有關經濟的歷史
- 爱德华时代——英国历史时期
- 伊丽莎白时代——英国历史时期
- 帝国——领土辽阔、人口众多，统治多个民族或邦国的国家
- 历史的终结——福山著作
- 启蒙时代——指17世紀及18世紀歐洲地區發生的一場哲學及文化運動，該運動相信理性發展知識可以解決人類實存的基本問題。德意志哲學家康德提出 “Dare to be wise.”的座右銘，被認為是這個時代"總結者"。
- 环境史
- 纪元——纪年的起始点
- 铭文学——研究青铜器及石器上文字铭刻的学科
- 民族史
- 欧洲中心主义——将西方视为世界事件的中心或优于其他文化；在历史语境里，可能指欧洲对历史的叙述被视为客观或绝对，或对殖民主义及其他形式的帝国主义采取辩护态度

## F
- 封建主义——維基媒體消歧義頁
- 世纪末——十九世纪底的文化运动
- 民间传说

## G
- 家谱
- 家谱学——研究家庭及其血統和歷史的踪跡
- 地质时间——地球歷史的時代劃分
- 全球史——歷史研究領域
- 黄金时代——希腊神话概念
- 冈瓦纳——形成于埃迪卡拉纪至寒武纪时期的远古超大陆
- 大分流
- 英雄史观
- 格里高利历——國際上最廣為接受的曆法

## H
- 霸权——能夠主導全球局勢的大國
- 纹章学——学科
- 诠释学——西方哲学、宗教学、历史学、语言学、心理学、社会学以及文艺理论中有关意义、理解和解释等问题的哲学体系、方法论或技术性规则的统称
- 思想史——关于观念的历史
- 历史学家——研究歷史的學者
- 历史人类学
- 历史唯物主义——馬克思主義哲學的一部分
- 历史方法——意旨將歷史研究系統化、科學化，整理出一套方法學提供予各程度歷史研究者的指導方針
- 历史否定主义
- 历史修正主义——思想
- 历史学会
- 历史主义——在历史运动的联系和发展中考察对象的原则和方法
- 历史性
- 史学——學科
- 历史——過去發生的事件
- 科学史——研究科學知識的歷史發展的學科
- 讲道
- 人类历史——從歷史的角度看世界
- 文艺复兴人文主义

## I
- 思想史——关于观念的历史
- 帝国主义——通過奪取其他國家的領土和奴役其人民建立經濟及政治霸權的政治主張
- 工业时代——18世紀中期至19世紀初; 第一次工業革命演變成1840年至1870年間過渡時期的第二次工業革命
- 跨学科——学术活动
- 解释——對事物的現象、過程、狀態、道理等進行描述
- 空位時代
- 战间期——从第一次世界大战结束到第二次世界大战开始之间的时期
- 铁器时代——考古時期

## J
- 儒略历——在公元前45年1月1日起執行的曆法；格里曆的前身

## L
- 劳亚大陆
- 传说——口耳相傳的故事
- 地方史——某一地區的歷史
- 长时段
- 民间传说

## M
- 手稿
- 马克思主义历史学
- 微观历史——对较小研究对象的历史研究
- 中世纪——歐洲5至15世紀的历史时期
- 人类迁移——人們居住的永久性變化
- 军事历史——历史学科
- 现代历史——截至现今的近期的一段历史时期
- 现代性——启蒙运动以后人类社会所具备的状态及社会文化特质
- 专著——专家之文字作品
- 神话——故事
- 神话学——傳承性、象徵性地敘述事物起源和意義的故事的學科

## N
- 国家记忆——中国电视节目
- 民族主义——有關民族之民生、傳統和主權的政治意識形態
- 自然历史
- 李约瑟难题——李约瑟提出的问题，为什么中国科技被西方超过
- 钱币学——研究流通貨幣的學科

## O
- 正史
- 地名学——專有名詞學分支，地名的研究
- 口述历史——通过访谈收集的历史记录
- 民族起源

## P
- 古文字学
- 古特提斯洋
- 泛大陆——古代超大陸
- 过去
- 人民史观——史观
- 历史分期——将历史或时间分成不同的期间
- 语言学——研究人類語言的學科
- 政治史
- 史前史
- 现时主义 (历史分析)
- 一次文献——以研究对象的直接经历为依据产生出来的原始文献
- 群体传记学
- 原史——介於史前時期和信史時期之間的階段
- 溯源
- 伪历史
- 心理史学
- 通俗歷史
- 大众史学

## Q
- 量化历史

## R
- 放射性碳定年法——利用碳的同位素14 C的放射性来对含有有机物质的物品进行年代测定的方法
- 历史重演
- 信史——指记事详实的历史
- 工具书——可以參考確認事實的書籍或連續出版物
- 文艺复兴——歐洲文化運動
- 革命——社会重大变革
- 浪漫主义——始於18世紀歐洲的藝術、文學的文化運動

## S
- 科学革命——科学发展进程中由于经验事实的新发现和新的科学基本观念与理论的确立而导致的科学知识体系的根本变革
- 二次文献——討論已出版材料的文件
- 西伯利亚大陆——古代大陸
- 印章学
- 社会史
- 原始资料——以研究对象的直接经历为依据产生出来的原始文献
- 次级资料——討論已出版材料的文件
- 太空时代——歷史時期（1957-）
- 统计学——學科
- 石器时代——史前歷史時代
- 属下阶层
- 属下研究

## T
- 目的论
- 特提斯洋
- 三时代系统
- 时间——關於事件先後順序、過去與未來的物理量
- 时间线——以事件发生的先后顺序显示的轴线
- 地名学——專有名詞學分支，地名的研究
- 皇权传递
- 跨国史

## U
- 普遍历史

## V
- 维多利亚时代——維多利亞女王統治時期的英國歷史時期（1837年至1901年）

## W
- 战争——國與國之間有組織的長期衝突
- 西方伪史论
- 辉格史观
- 文字史

## Y
- 时代 ——维基媒体消歧义页面